# Kertay Nándor
Kertay Nándor Ferenc (1940-ig: Kerbler Nándor) (Budapest, 1892. május 27. – Budapest, 1963. február 7.) magyar állatorvos-mikrobiológus, egyetemi tanár, az állatorvos-tudományok kandidátusa (1953). Az Országos Bovin Tbc Bizottság elnöke.

## Életpályája
1919-ben állatorvosi, 1922-ben állatorvos-doktori oklevelet szerzett Budapesten, az Állatorvosi Főiskola hallgatójaként. 1919–1933 között az Állatorvosi Főiskola Bakterológiai Intézetének szakasszisztense, kutató-állatorvosa volt. 1933–1952 között az Állami (később Magyar, majd Phylaxia) Oltóanyagtermelő Intézetben dolgozott, 1943–1944 között állategészségügyi főtanácsosi rangban. 1944-től címzetes egyetemi tanár volt. 1952–1963 között az Országos Korányi TBC Intézet mikrobiológiai laboratóriumának munkatársa volt.
A Bakteriológiai Intézetben kezdte el oltóanyagokkal kapcsolatos kutatásait. Munkássága jelentős mértékben hozzájárult a kutyák veszettségének és a szarvasmarha- tuberkulózisnak magyarországi visszaszorításához.

## Családja
Szülei Kerbler Lajos postatiszt és Csernyi Hermin voltak. 1929. február 12-én, Budapesten házasságot kötött Sulyok Máriával. Két gyermekük született: Cecília és ifj. Kertay Nándor.
Sírja a Farkasréti temetőben található (9/1-1-74/75).

## Művei

### Kerbler Nándor néven
- A házinyúl szemének mellékszervei (Állatorvos-doktori értekezés; Budapest, 1922)
- Konzerválás cukoroldattal. – Új zsigerkonzerválási eljárás (Állatorvosi Lapok, 1926)
- Bacillus suipestifer eredetű húsmérgezés (Állatorvosi Lapok, 1928)
- Vizsgálatok a galambok paratyphusáról (Csontos Józseffel; Közlemények az összehasonlító élet- és kórtan köréből, 1928)
- A Rohchloramin és a Streuchloramin baktériumölő hatásáról (Mezőgazdasági Kutatások, 1929)
- A kutyák veszettség ellenes védőojtása alkalmával tapasztalt helyi reakciókról. – A veszettség fix vírusának termeléséről. (Állatorvosi Lapok, 1930)
- A magyarországi fix veszettségi vírus fontosabb biológiai tulajdonságai. 1–2. (Aujeszky Aladárral; Állatorvosi Lapok, 1932 és külön, egy füzetben: A Magyar Királyi Állatorvosi Főiskola Bakteriológiai Intézetének Kiadványai. 3. Budapest, 1932)
- A veszettség fix vírusának a liquor cerebrospinalisban való előfordulásáról. – Szabályrendelet az ebek kötelező veszettség elleni védőojtásáról. (Állatorvosi Lapok, 1932)
- Kísérleti állatoknak egészben, ép és kóros szerveknek természetes színben való konzerválása. – Baktérium- és gombatenyészetek állandósítása. (A Magyar Orvosok és Természetvizsgálók Nagygyűlésének Munkálatai, 1933)
- A kutyák Pest-Pilis-Solt-Kiskun vármegyei veszettség elleni kötelező oltásáról (Keszthelyi Tivadarral) – A vér és a tej lyssavírus-tartalmáról. (Állatorvosi Lapok, 1934)
- Veszettséggel fertőzött állatok védőoltásának egyszerűsítéséről. – A veszettség elleni védőoltások újabb eredményei (Köves Jánossal; Állatorvosi Lapok, 1936)
- A lyssa. (Gyógyászat, 1938 és külön: Budapest, 1938)
- Tuberkulin készítése synthetikus tenyésztőtalajok felhasználásával (Közlemények az összehasonlító élet- és kórtan köréből, 1940)

### Kertay-Kerbler Nándor néven
- A háziállatok veszettség elleni sorozatos védőoltásának újabb egyszerűsítése (Magyar Állatorvosok Lapja, 1946)
- A glycerin hatása a veszettség fix vírusára. (Magyar Állatorvosok Lapja, 1949; németül: Acta Veterinaria, 1951)

### Kertay Nándor néven
- Kísérletek fertőző sertésbénulás elleni védőoltás kidolgozására (Elek Pállal; Magyar Állatorvosok Lapja, 1951; németül: Acta Veterinaria, 1951)
- Vizsgálatok az emlős gümőbacillusok új típusával. – A rágcsálók elleni bakteriológiai harc, mint a fertőző betegségek prophylaxisa. (Magyar Állatorvosok Lapja, 1952)
- Vizsgálatok a mycobacterium tuberculosis madártípusával. (Magyar Belorvosi Archívum, 1952 és A tuberkulózis kérdései, 1952)
- A szarvasmarhák tüdőgümőkórjának megállapítása gümőbacillusok kimutatásával – A tuberkulinok hatásosságának megállapítása szerológiai eljárással (Almássy Károllyal és Elek Pállal; Magyar Állatorvosok Lapja, 1953)
- Az ellenanyag-termelés alakulása gümőkóros szarvasmarhákban a tuberkulin-reakció folyamán (Elek Pállal és Szabó Szűcs Jánossal; Magyar Állatorvosok Lapja, 1954)
- A bovin és a humán tuberkulózis kérdéséről (Ferenczi Györggyel; Útmutató a Társadalom- és Természettudományi Ismeretterjesztő Társulat előadói számára. 17. Budapest, 1955)
- A bovin tuberkulózis jelentőségéről és hazai elterjedéséről (Népegészségügy, 1956)
- Egy község szarvasmarha-állományának vizsgálata gümőkórra szerodiagnosztikai és allergiás próbákkal (Szabó Szűcs Jánossal; Magyar Állatorvosok Lapja, 1957)
- Az emberi és állati tuberkulózis kapcsolatai (Ferenczi Györggyel; Természettudományi Közlöny, 1957)
- Az állatok gümőkórjának közegészségügyi jelentősége. (Gümőkór. Budapest, 1959)
- Rezisztencia-vizsgálatok budapesti új betegek tuberkulózis baktériumaival. – Tisztított tuberkulin termelése egyszerűbb eljárással (Medveczky Endrével; Tuberkulózis, 1959)
- A tuberkulinról és újabb, egyszerű készítéséről (Medveczky Endrével; Gyógyszerészet, 1959)
- A Mycobacterium tuberculosis típusainak meghatározása gümőkóros sertésekben (Jirkovszky Margittal; Magyar Állatorvosok Lapja, 1959)
- Újabb adatok a bovin típus szerepéről az emberi extrapulmonalis tuberkulózisban (Szabó Istvánnal) – A bovin típus okozta gyermekkori tuberkulózis járványtani és klinikai jelentősége (Dolozselek Gyulával és Makádi Margittal; Tuberkulózis, 1960)
- A tengerimalacok gümőkóros megbetegedésének befolyásolása dextránnal (Fodor Tamással) – Az intrakután beoltott dextrán hatása a tengerimalac kísérleti gümőkórjára (Fodor Tamással; Tuberkulózis és Tüdőbetegségek, 1961)
- A mycobacterium tuberculosis bovin típusának előfordulása az emberek gümőkóros megbetegedésében, a Kiskőrösi járásban. Horváth Józseffel és Vén Ferenccel. A mycobacterium tuberculosis előfordulása tejben és tejkészítményekben (Népegészségügy, 1961)
- A gyermekkori bovin tuberkulózis epidemiológiai és klinikai jelentősége (Dolozselek Gyulával és Makádi Margittal; 32. Tbc Nagygyűlés. Előadások. Budapest, 1962)
- A dextrán hatása a házinyulak kísérleti gümőkórjára (Fodor Tamással) – A mycobacterium tuberculosis kimutatása és típusának meghatározása extrapulmonalis műtéti anyagból (Joós Mártával; Tuberkulózis és Tüdőbetegségek, 1962)
- Összehasonlító bakteriológiai vizsgálatok a Marton-féle váladékvevővel nyert köhögtetéses hörgőváladékkal a gümőbaktériumok kimutatására (Marton Sándorral; Orvosi Hetilap, 1962. 12.)
- Adatok a lógümőkór oktanához (Vizy Lászlóval; Magyar Állatorvosok Lapja, 1963)
- Dezoxi-ribonukleinsav hatása a tbc baktériumokkal intrakután fertőzött tengerimalacok gümőkórjára (Fodor Tamással és Tárnok Ivánnal; Tuberkulózis és Tüdőbetegségek, 1963)